# 琢磨仁
琢磨 仁（たくま じん、1949年7月19日 - ）は、日本のベーシスト、ウクレレ演奏者。東京都出身。

## 活動概要
1982年、小林克也 & ザ・ナンバーワン・バンドのメンバーとして活動。
1986年、KUWATA BANDに参加。解散後はメンバーのレコーディング等に参加。
1992年、宇崎竜童 & RUコネクション with 井上堯之のメンバーとして1998年まで活躍。
2002年、第53回NHK紅白歌合戦に桑野信義・そうる透と共に鳥羽一郎の伴奏ゲストとして出演。
近況は湘南を拠点に音楽活動を続けている。ウクレレ教則本の著者である。